# Ilyophis arx
Espèce
Ilyophis arx  est une espèce de poissons de la famille des Synaphobranchidés.